# Crown of Creation (banda)
Crown of Creation é um grupo musical alemão de synthpop, formada na cidade de Hanôver, em 1985. É constituída pelo duo Matthias Blazek e Thomas Czacharowski. Seu álbum de estreia foi Real Life de 1994. A banda está trabalhando com Rick J. Jordan (Celebrate the Nun, Scooter) e produtor musical Herman Frank (Accept).

## Formação atual
- Matthias Blazek — sintetizador (1985)
- Thomas Czacharowski — sintetizador (1985)

## Discografia
- Real Life (ContraPunkt) (1994)
- Crown of Creation meets Friends (próprias vendas) (1998)
- Paulinchen (contém Memory) (2001)
- Berenstark 10 (contém When Time is lost) (2003)
- Berenstark 11 (contém Friends) (2004)
- Abstürzende Brieftauben – TANZEN (contém When Time is lost) (2010)
- Maxi single Darkness in your Life (2010)
- W.I.R. präsentiert: Celle's Greatest (contém Regrets) (2011)
- Celle's Integrationsprojekt präsentiert: Made in Ce (contém Run away e Vampires in the Moonlight) (2012)
- Maxi single With the Rhythm in my Mind (2013)
- Best of Crown of Creation – 30 Jahre Bandgeschichte 1985–2015 (2015)
- Maxi single Tebe pojem (2019)
- Maxi single Everlasting Love (2024)